# Márta Fábián
Márta Fábián (* 27. April 1946 in Budapest) ist eine ungarische Cimbalomspielerin.

## Leben
Fábián begann im Alter von acht Jahren mit dem Cimbalomspiel. Seit 1956 war sie für mehrere Jahre Mitglied des Kinderchores des ungarischen Rundfunks. Sie bekam Unterricht an der Béla-Bartók-Musikfachschule in Budapest und studierte danach Cimbalom an der Franz-Liszt-Musikakademie bei Ferenc Gerencsér. Im Jahr 1967 schloss sie erfolgreich ihr Studium mit dem Diplom ab. Von 1967 bis 1973 arbeitete sie beim staatlichen Budapester Tanzensemble (Budapest Táncegyüttes) sowie ab 1969 als Solistin beim Budapester Kammerensemble (Budapesti Kamaraegyüttes). In der folgenden Zeit war sie als Gastsolistin auf verschiedenen Festivals zu hören, unter anderem in Darmstadt, Zagreb, Graz, Luzern, Witten, Warschau und Paris, bei denen sie auch mit dem Ensemble die reihe zusammenarbeitete. Daneben spielte sie auch in kleinen Besetzungen, wie im Duo mit Gitarre oder im Trio mit Querflöte und Gitarre oder mit Querflöte und Cello. Fábián wirkte bei mehr als zehn Schallplattenproduktionen mit.

## Repertoire
Neben der klassischen Musik liegt ein besonderer Schwerpunkt ihres Wirkens auf zeitgenössischer Musik, speziell aus Ungarn. So sind in ihrem Programm und auf ihren Aufnahmen Werke von György Kurtág, Emil Petrovics, István Láng, László Sáry, Endre Székely und Sándor Szokolay zu hören. Der Cimbalom-Part der Komposition Éclat/Multiples von Pierre Boulez aus dem Jahr 1970 wurde speziell für Fábián geschrieben.

## Würdigung
Sie erhielt 1979 den Preis Liszt Ferenc-díj und 1988 die Auszeichnung Érdemes Művész.

## Diskographie (Auswahl)
- Cimbalom Recital - Works by Kurtág, Láng, Petrovics, Sáry, Stravinsky, Szokolay. Hungaroton, 1975
- Cimbalom Music From Hungarian Countries. Qualiton, 1977
- Contemporary Hungarian Cimbalom Music. Hungaroton, 1978
- Contemporary Hungarian Cimbalom Music Vol. 2. Hungaroton, 1979
- Hungarian Cimbalom Music - Magyar Cimbalommuzsika. Hungaroton, 1980
- Márta Fábián & Ágnes Szakály: J. S. Bach - French Suites BWV 813, 814, 816. Hungaroton, 1981
- Márta Fábián, Imre Kovács jr. & Béla Sztankovits: Baroque Music - Abel, Boismortier, Leclair, Pachelbel, C. Stamitz, Telemann. Hungaroton, 1981
- Márta Fábián, Adrienne Csengery, Ilona Tokody, Ágnes Szakály: All That Music - a cimbalom recital by Márta Fábián. Hungaroton, 1990